# لويزا إلينا جي بايهوس
لويزا إلينا جي بايهوس (بالبرتغالية: Luiza Helena de Bairros - ولدت في: 27 مارس 1953 - 12 يوليو 2016) كانت إدارية وعالمة اجتماع برازيلية. كانت رئيسة وزراء الأمانة الخاصة لسياسات تعزيز المساواة العرقية بين عامي 2011 و2014.

## السيرة الشخصية
ولدت بايهوس في بورتو أليغري لكنها عملت في مجال السياسة في ولاية باهيا. حصلت على درجة علمية في إدارة الأعمال من الجامعة الفيدرالية في ريو غراندي دو سول، ودرجة الماجستير في العلوم الاجتماعية من جامعة باهيا الفيدرالية، والدكتوراه في علم الاجتماع من جامعة ميشيغان.
شاركت بايهوس في مشاريع برنامج الأمم المتحدة الإنمائي لمكافحة العنصرية. منذ عام 2008 كانت وزيرة ولاية باهيا لتعزيز المساواة العرقية في عهد الحاكم جاك واغنر، عندما دعتها الرئيسة ديلما روسيف للانضمام إلى حكومتها في عام 2011.
توفيت بايهوس في 12 يوليو 2016، بسبب سرطان الرئة.